# Heinrich Bischoff
Pour les articles homonymes, voir Heinrich Bischoff et Bischoff.
Heinrich Bischoff, né le 17 juin 1867 à Montzen et mort le 24 juin 1940 à Aix-la-Chapelle, est un germaniste et historien littéraire belge.

## Biographie
Heinrich Bischoff naît le 17 juin 1867 à Montzen, étudie à l'université de Liège où il est entre autres étudiant de l'historien Godefroid Kurth, qui l'influence dans son esprit pour la langue allemande en Belgique. De 1887 à 1895 Bischoff enseigne à l'école normale supérieure et à l'université de Liège, puis il enseigne la linguistique et la littérature à l'école normale de Nivelles. En 1895 il devient professeur extraordinaire à l'université de Liège et en 1905 professeur ordinaire, pour des raisons de santé et très probablement de la politique d'après guerre, il quitte son poste en 1920. En 1906 il est un des membres fondateurs de la Société allemande de la province de Liège Deutscher Verein qui siège à Montzen et de la Société Schiller à Liège, qui durant la Première Guerre mondiale doivent cesser leurs activités. Durant sa carrière Bischoff s'investit pour la préservation de la langue allemande dans le sud-est de la province de Luxembourg notamment le pays d'Arlon,  dans les communes de langue germanique de l'ancien duché de Limbourg et des Fourons, ce qui était mal vu dans ces régions. Dans sa dernière œuvre terminée en 1939, il réclame une obtention de droits minimaux pour cette population par le gouvernement belge, mais vu les circonstances politiques du moment, le livre n'est publié qu'en 1941 en Allemagne par le Georg Scherdin (de), à cette époque chef du Sicherheitsdienst de la région d'Aix-la-Chapelle. Ce dernier ouvrage, mis à part la préface de l'éditeur Scherdin, n'est certainement pas une publication national-socialiste. 
Bischoff obtient le Joseph-von-Görres-Preis initiative de la  Fondation Alfred Toepfer à l'université de Bonn en février 1939,. 
La commune de Raeren lui dédie une rue, la Heinrich-Bischoff-Straße à Hauset, son dernier lieu d'habitation.
Heinrich Bischoff meurt le 24 juin 1940 à Aix-la-Chapelle et y est inhumé au Waldfriedhof.

## Publications
- Ouvrage sur le drame Zriny du poète allemand Theodor Körner (1891).
- Ludwig Tieck als Dramaturg, 1897[5].
- Das deutsche Volkslied, édition Alphonse Willems, Aubel, 1898
- Die deutsche Sprachdichtung, édition Alphonse Willems, Aubel, 1900[5].
- Heinrich Hansjakob (de), édition Alfons Siffer, Gand, 1901
- Richard Bredenbrücker, der südtirolische Dorfdichter. Ein literarische Studie, Alfons Siffer, Gand, 1902 [5].
- Le lyrisme de Nikolaus Lenau, Vol. 1, Académie royale, Bruxelles, 1923
- Le lyrisme de Nicolaus Lenau, Vol. 2, Édition de l'auteur, 1924
- Nikolaus Lenau, Gedichte, Strecker und Schröder, Stuttgart, 1924
- Notre troisièmme langue nationale, Imprimerie coopérative Lucifer, Bruxelles, 1930
- Die deutsche Sprache in Belgien. Ihre Geschichte und ihre Rechte, Esch&Cie, Eupen, 1931 (traduction du précédent)
- Geschichte der Volksdeutschen in Belgien, publié par Georg Scherdin, Heimat-Verlag, Aix-la Chapelle, 1941